# サンショクヒタキ
サンショクヒタキ（学名：Petroica multicolor）は、オーストラリアヒタキ科サンショクヒタキ属の鳥類の一種。

## 分布
オーストラリアのクイーンズランド州南東部（サウス・イースト・クイーンズランド地域）、ニューサウスウェールズ州東部、ビクトリア州、南オーストラリア州南東部、西オーストラリア州南西部、タスマニア。生息域内では森林、疎林などに生息している。

## 形態
全長12-14cm。オスの頭部から背面、尾羽にかけて黒色。またくちばし、脚も黒色。前頭、下腹部から下尾筒にかけて白色。胸から腹部にかけては明るい赤色である。メスはオスで黒色である頭部から尾羽にかけての部分が茶褐色で、胸の赤色も薄い。若鳥は背面が褐色で、胸は赤みを帯び、縦斑がある。

## 生態
餌は昆虫類、クモなどの小型節足動物
繁殖期は春から夏にかけて。

## 分類
3亜種が確認されている。
- P. m. boodang：クイーンズランド州南東部から南オーストラリア州南東部にかけて分布している亜種。
- P. m. campbelli：西オーストラリア州南西部に分布している亜種。
- P. m. leggii：タスマニア島に分布している亜種。

P. m. boodangを独立種P. boodangとして扱うこともある。